# Brygada im. Marsylianki

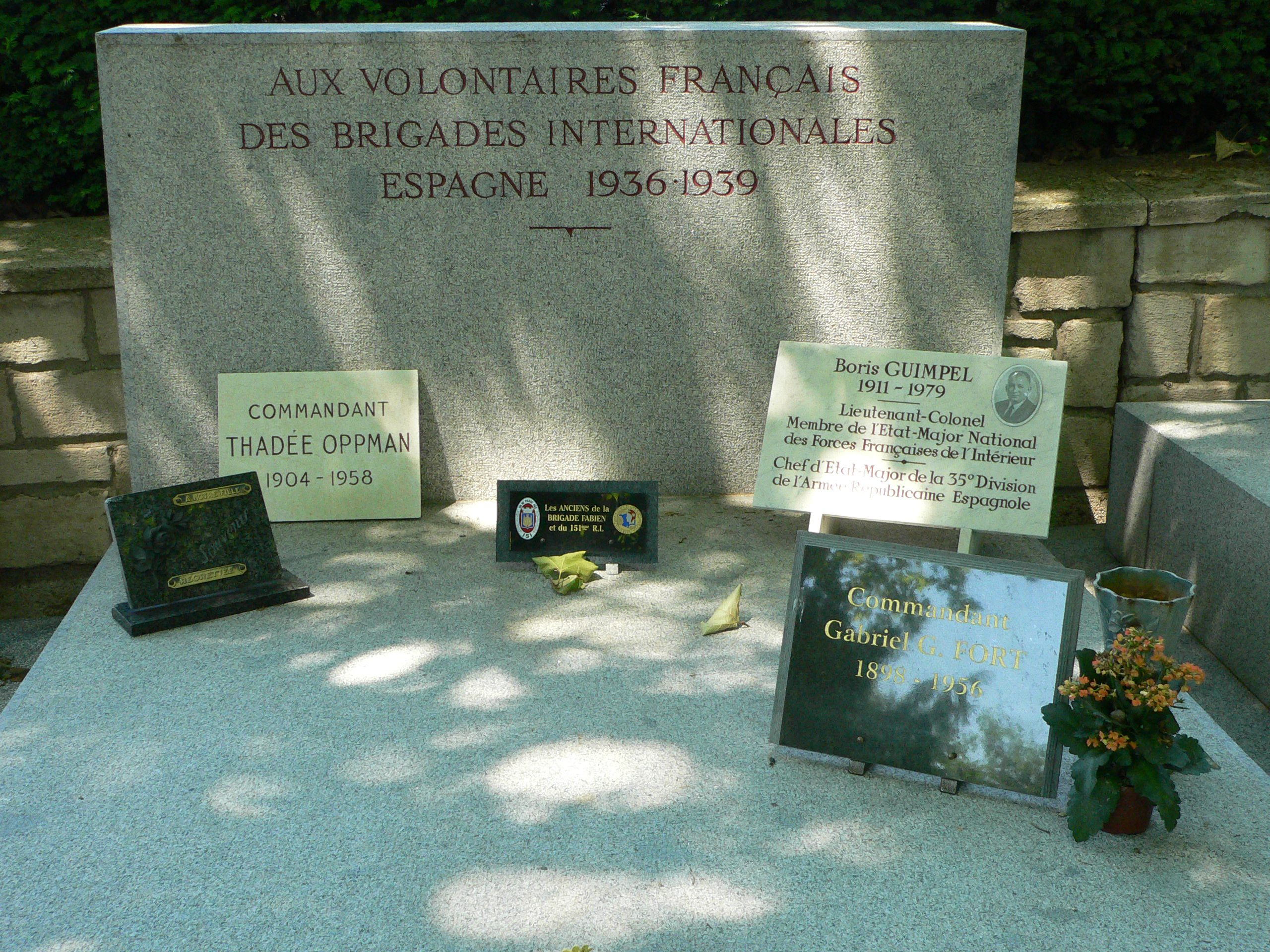
Pomnik ku czci ochotników francuskich 1936-1939

XIV Brygada Międzynarodowa im. Marsylianki – jedna z brygad okresu hiszpańskiej wojny domowej 1936–1939. Zmobilizowana 20 grudnia 1936 w Hiszpanii.
Wchodziła w skład formacji Brygady Międzynarodowe, a jej szeregi zasilali antyfaszyści francuscy,  walczący po stronie republikańskiej wspieranej przez rząd ZSRR przeciwko oddziałom gen. Francisco Franco, wspieranym przez rządy nazistowskiej III Rzeszy i faszystowskich Włoch.
Nosiła imię Marsylianki, natomiast jej pierwszym dowódcą był Karol Świerczewski ps. Walter.

## Dowódcy
- Karol Świerczewski ps. Walter
- Jules Dumont
- Marcel Sagnier